# Os de baleine

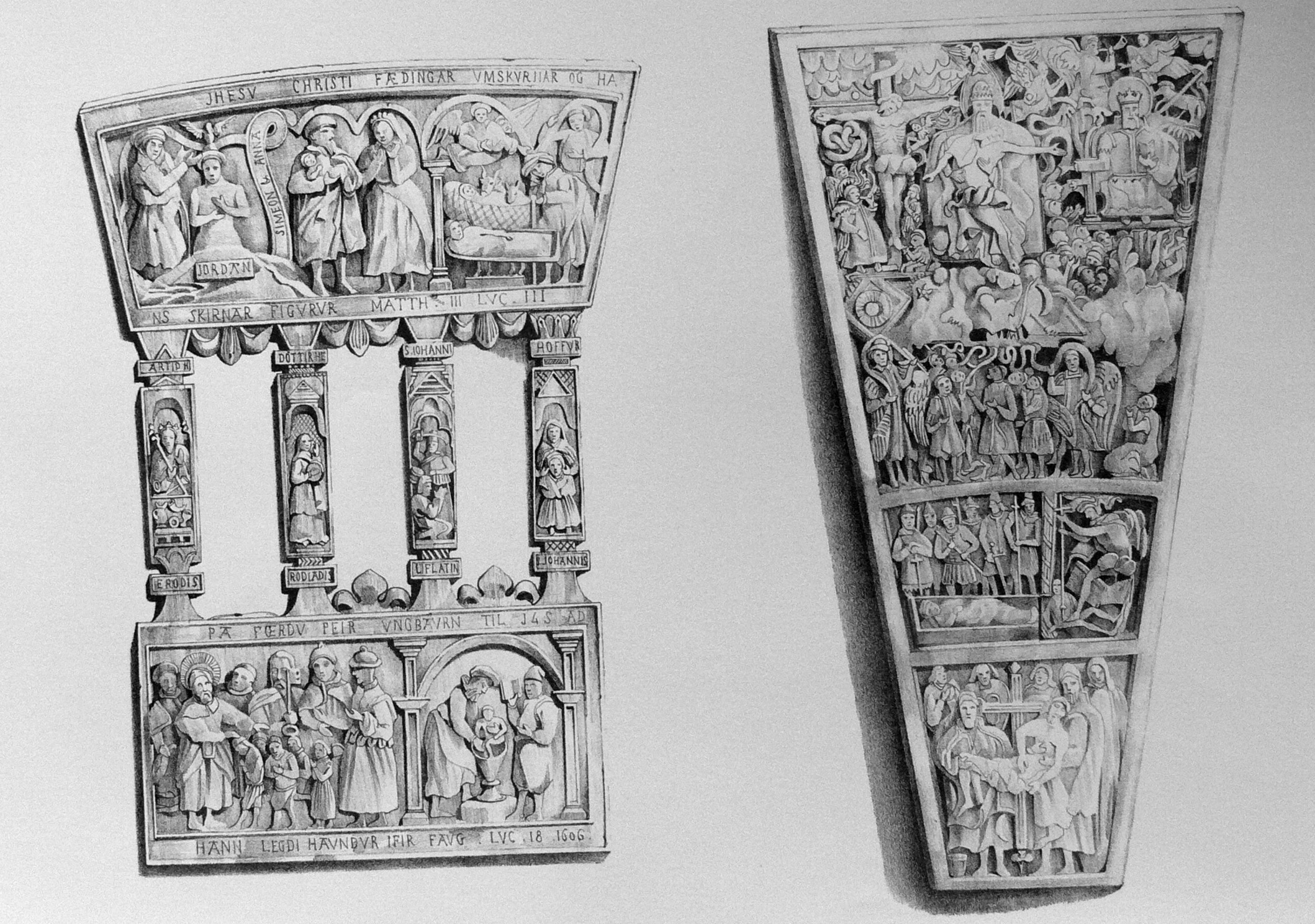
Bas-relief en os de baleine, par Lauvergne, Auguste Mayer et Joseph Paul Gaimard 1835.

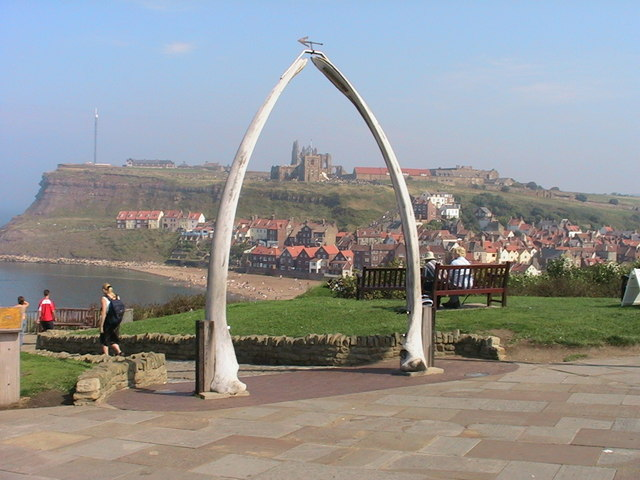
Arche en os de baleine à Whitby.

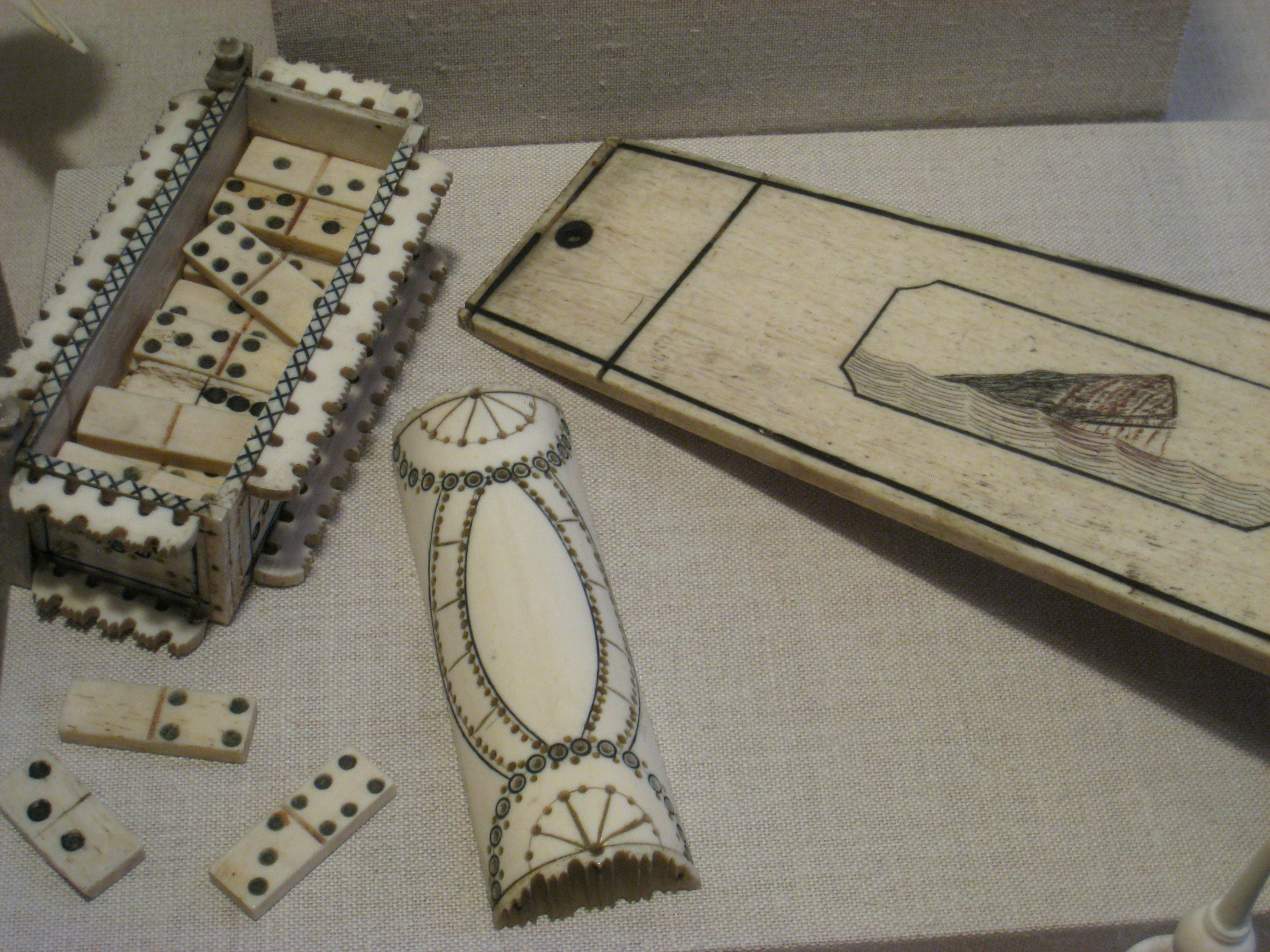
Scrimshaws.

Les os de baleine sont issus du squelette des cétacés ; ils sont à la fois fermes et spongieux, étant gorgés d'huile. Selon les espèces, il y en a environ 150.
Ils servent aussi à titre de matière première à la confection d'objets et à l'aménagement de lieux, notamment chez les peuples de l'Arctique. Leur commerce par les Sames à destination des Scandinaves est attesté au Moyen Âge, notamment par les récits de Ottar du Hålogaland, et par l'archéologie.

## Lieux notables
- Allée des baleines
- Ekven
- Vallée des baleines

## Objets connus
Les os de baleine étant grands, il est possible d'y tailler des objets dont les dimensions sont de l'ordre du décimètre, qui peuvent avoir un usage pratique ou artistique. Pour la Scandinavie de l'ère viking les archéologues connaissent par exemple une quarantaine de plaques en os de baleine ayant pu servir de planche de lissage ; fabriquées probablement toutes en Norvège elles ont été retrouvées de l'Irlande et des Orcades jusqu'à la Suède.
Parmi les objets les plus connus réalisés en os de baleine on compte :
- Coffret d'Auzon
- Scrimshaw
- Umiak